# Polyspondylogobius sinensis
Polyspondylogobius sinensis är en fiskart som beskrevs av Arika Kimura och Wu, 1994. Polyspondylogobius sinensis ingår i släktet Polyspondylogobius och familjen smörbultsfiskar. Inga underarter finns listade i Catalogue of Life.